# Sanselighedens pris
|  | Denne artikel er oprettet af botten PalnaBot ud fra en ekstern database. Den kan derfor have sproglige fejl eller mangler. Denne skabelon kan fjernes efter kontrol af indholdet. |

Sanselighedens pris er en portrætfilm fra 2007 instrueret af Jørgen Flindt Pedersen efter eget manuskript.

## Handling
Da mediestormen blussede op i kølvandet på Jørgen Leths erindringsbog "Det uperfekte menneske" i 2005, skyldtes det især passagen om Leths erotiske forhold til kokkens unge datter. Endnu mens stormen rasede, tog vennen og journalisten Jørgen Flindt Pedersen kontakt til Jørgen Leth, der havde gemt sig for offentligheden, for at høre hans reaktion. "Sanselighedens pris" følger Leth i et år efter udgivelsen, i rolige stunder uden for rampelyset, indtil afskeden den følgende sensommer, da Leth skal hjem til Haïti. I samtalerne undervejs lufter Leth sin frustration over at være blevet misforstået, over feminister og nypuritanisme, og reflekterer over nydelsen som livsprincip, vigtigheden af at sætte sig selv på spil som kunstner og pligten til at skrive om alt det forbudte - også selv om det koster en tur i mediernes vridemaskine.